# Zeta Centauri

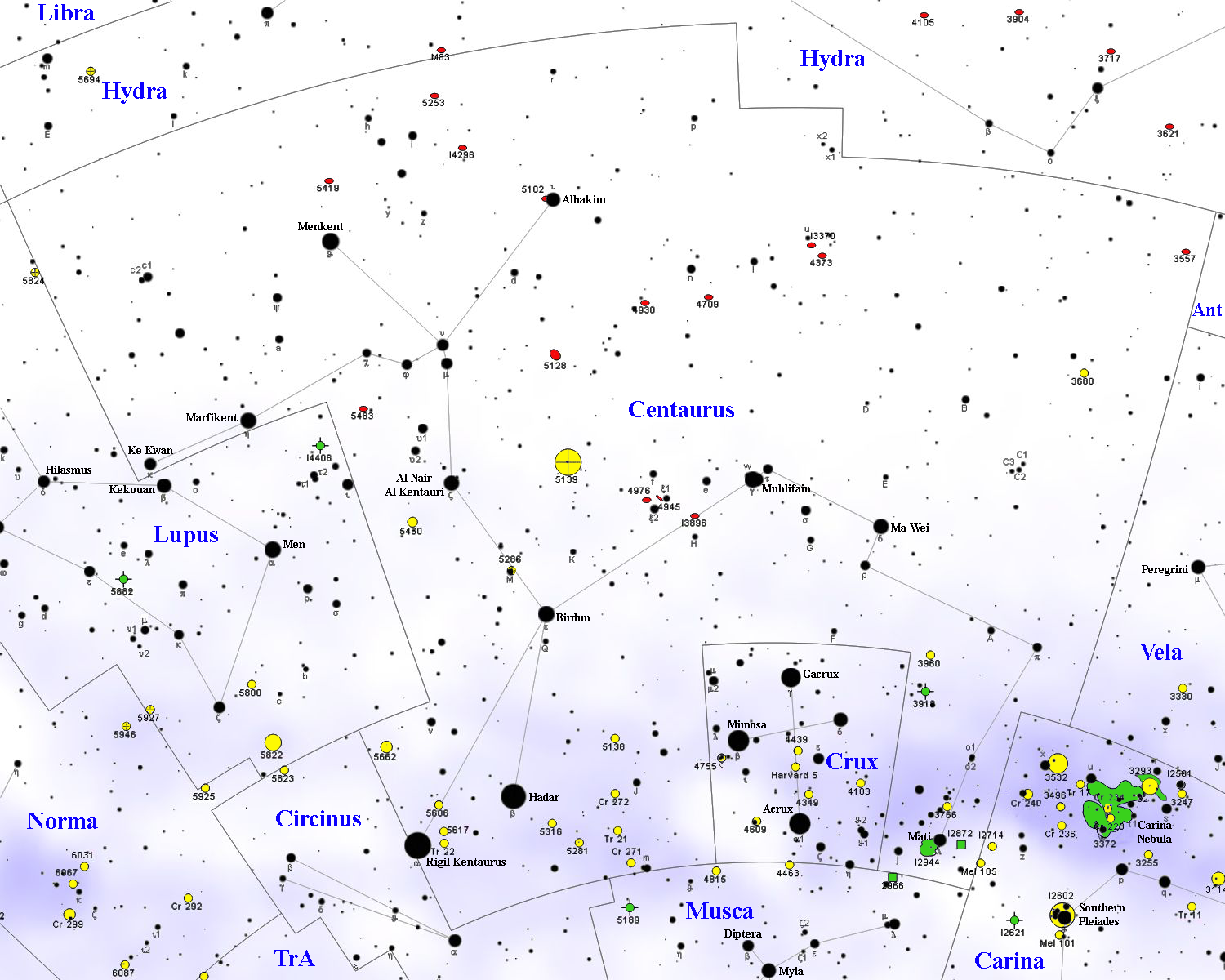
Mapa de la constelación Centaurus.

Zeta Centauri (ζ Cen / HD 121263 / HR 5231) es una estrella en la constelación de Centaurus de magnitud aparente +2,55.
Considerada en el pasado miembro de la Asociación estelar Centaurus Superior-Lupus, hoy se piensa que no forma parte de la misma.
Se encuentra a 385 años luz de distancia del sistema solar.
Zeta Centauri es una estrella blanco-azulada de tipo espectral B2.5IV clasificada como subgigante, si bien sus características físicas se ajustan más a una estrella de la secuencia principal de unos 20 millones de años de edad en cuyo núcleo todavía tiene lugar la fusión de hidrógeno. Estrella caliente y luminosa, su temperatura es de más de 21.000 K y su luminosidad, incluida la radiación ultravioleta emitida, 7100 veces mayor que la del Sol. Estos parámetros permiten estimar su masa en 9 masas solares, en el límite de acabar sus días como una supernova o como una enana blanca masiva.
Como otras estrellas similares, Zeta Centauri rota a gran velocidad —igual o superior a 225 km/s—, siendo su período orbital inferior a día y medio.
Zeta Centauri es una binaria espectroscópica, habiéndose detectado la estrella acompañante solo por espectroscopia. El período orbital del sistema es de 8,02 días. Nada se sabe sobre Zeta Centauri B; si la masa de ésta fuera la mitad de la componente A, la separación entre ambas sería de 0,19 UA.